# Rạch Long Khốt
Rạch Long Khốt là tên của con rạch chảy từ Campuchia vào lãnh thổ Việt Nam.
Rạch Long Khốt là một trong những nhánh thượng nguồn chính của sông Vàm Cỏ Tây. Phát nguồn từ tỉnh Prey Veng (Campuchia), chảy qua tỉnh Svay Rieng và vào lãnh thổ Việt Nam tại xã Hưng Điền A, huyện Vĩnh Hưng, tỉnh Long An và đổ vào sông Vàm Cỏ Tây tại ấp Bình Châu, xã Tuyên Bình (Vĩnh Hưng).

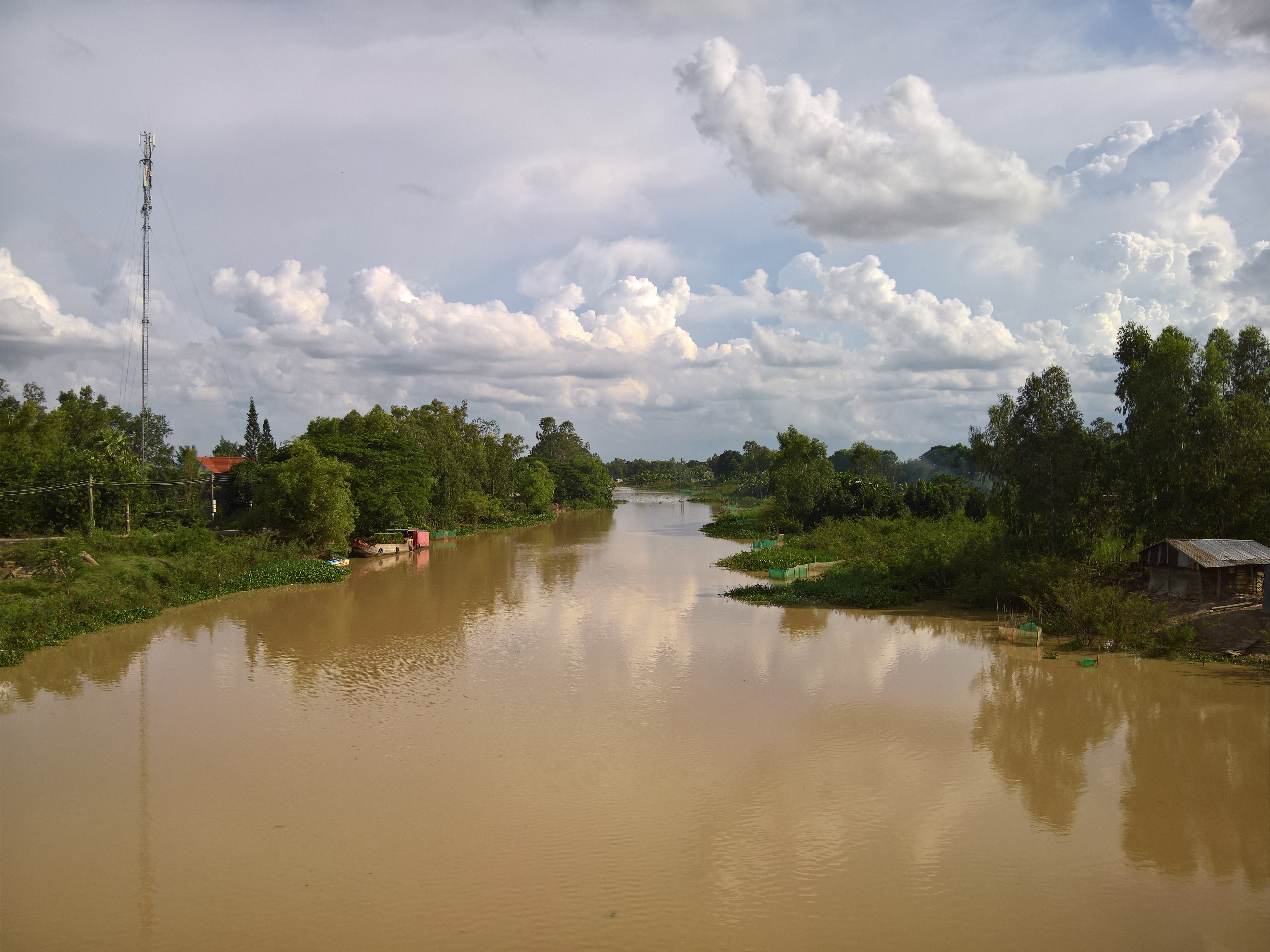
Rạch Long Khốt đoạn qua xã Thái Bình Trung- Vĩnh Hưng.

Rạch Long Khốt có bề ngang trung bình 50m, chảy song song dọc biên giới Việt Nam - Campuchia theo hướng Tây Bắc- Đông Nam. Rạch này lấy nước từ vùng đồng bằng đầm lầy trũng thấp phía Campuchia và vùng Đồng Tháp Mười. Do nguồn nước cung cấp hạn chế nên rạch thường xuyên bị bồi lắng, những năm gần đây chính quyền huyện Vĩnh Hưng đã nạo vét dòng kênh, khơi thông dòng chảy, góp phần tăng khả năng tải lũ và độ sâu phù hợp cho tàu thuyền vận tải. Tại tỉnh Svay Rieng rạch có tên gọi khác là sông Waiko.